# Iglesia de Santo Domingo y San Martín (Huesca)

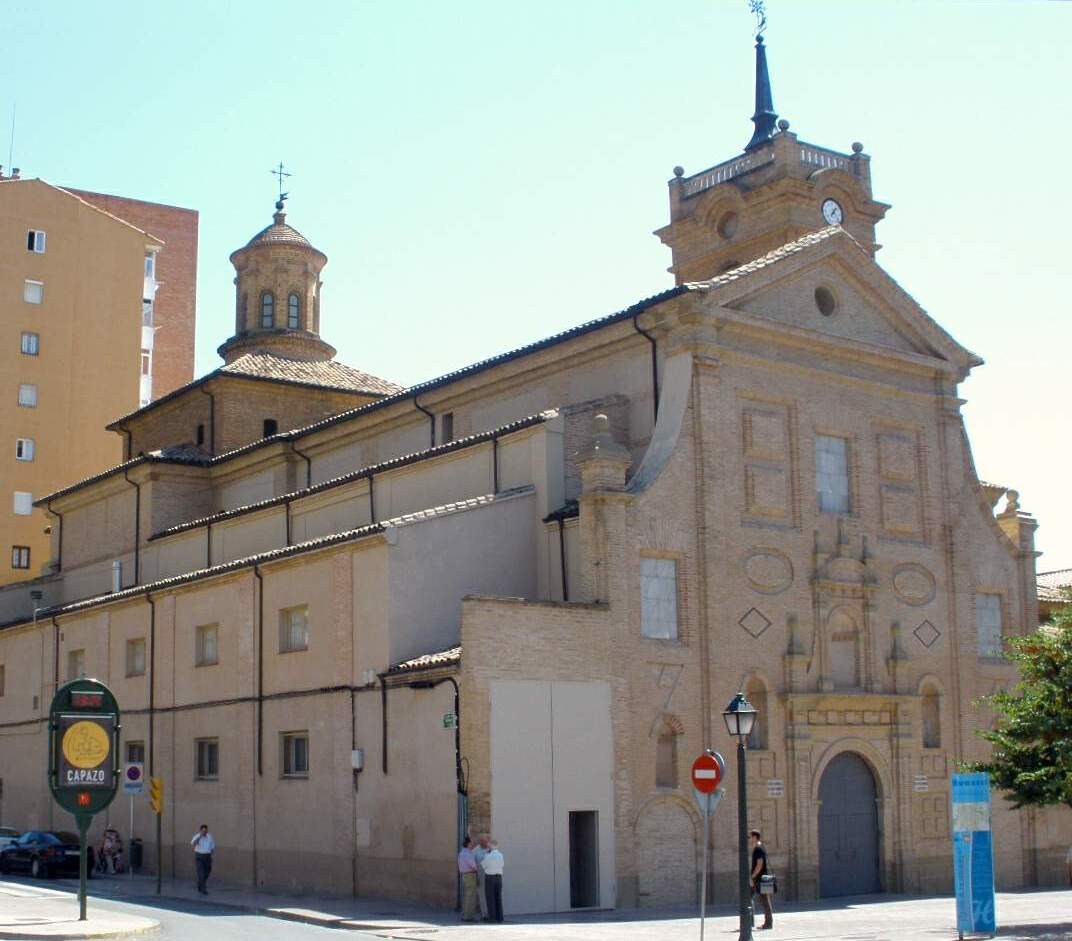
Iglesia de Santo Domingo y San Martín

La iglesia de Santo Domingo y San Martín es una iglesia parroquial de la ciudad de Huesca. Procede del convento de la Orden de Predicadores -dominicos- abandonado con la desamortización del siglo XIX y de la parroquia de san Martín de Tours derribada a mediados del mismo siglo y, por este motivo, trasladada al antiguo templo de los dominicos.

## Historia
En principio, aquí se ubicó el convento de los dominicos, que fundó  el infante don Alfonso de Aragón en 1254.
En 1362 por orden de Pedro IV de Aragón fue destruido, juntamente con otras edificaciones apoyadas en la muralla, con el fin de reforzar las defensas de la ciudad ante la amenaza de invasión de Castilla, y reconstruyó al poco tiempo. 
En 1687 el convento fue de nuevo derruido para ser inmediatamente sustituido por otro mayor y más acorde con la estética barroca del momento. En la actualidad solo se conserva la iglesia conventual, al haber desaparecido el resto de las dependencias de la comunidad dominica.
El nuevo convento estuvo acabado en 1695 y el proyecto fue obra de fray Antonio Falcón. La iglesia sigue el modelo de las de los jesuitas, con una nave central amplia y pequeñas capillas laterales entre los contrafuertes, al tiempo que en el crucero, que tiene la misma anchura que las tres naves, se levanta una poderosa cúpula, con pinturas murales de gusto netamente barroco y de buena factura, en las que destaca el estudio de la perspectiva. La bóveda de la nave central está decorada con tondos en los que se representas advocaciones de la Virgen recogidas en las letanías.
En el presbiterio la cabecera es recta. Llama la atención la profusa decoración barroca que envuelve muros y bóvedas con pinturas, relieves de estuco y zócalos de azulejos.
En el púlpito se reproducen el escudo de los dominicos, el de la Inquisición y el emblema del perro, que hace alusión a los dominicos, de acuerdo con la expresión latina "Domini canis" -perro del Señor-, que se puede identificar por su fonética con "dominici" -dominicos-. De tal manera que, de la misma manera que el perro del señor cuida las ovejas y ahuyenta a los lobos, los frailes dominicos cuidaban las almas y ahuyentaban a los herejes. Sabido es que los dominicos tuvieron un protagonismo destacado en los tribunales de la Inquisición y, en consecuencia, en la persecución de la herejía.

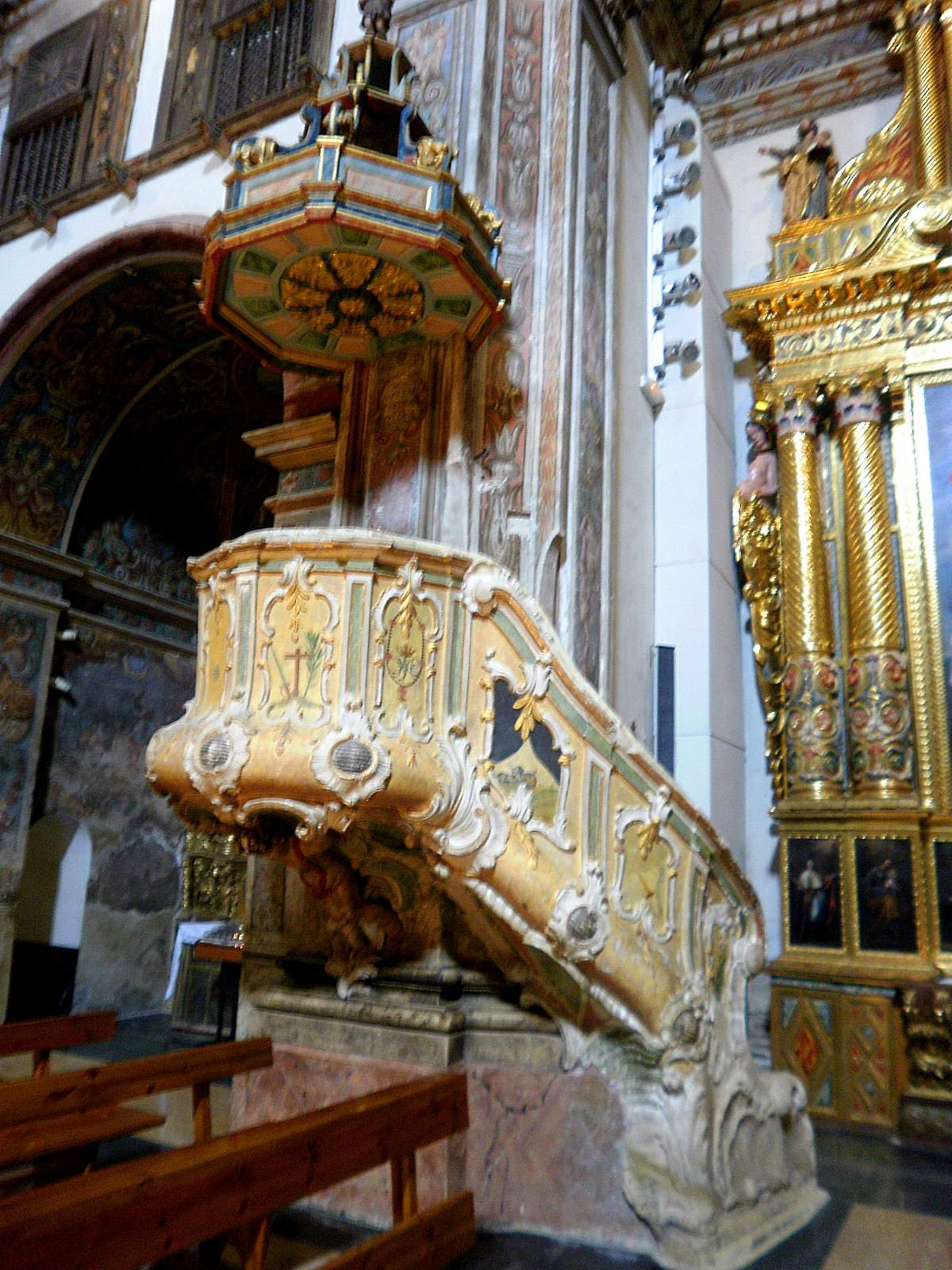
Púlpito, en cuyo frente se muestra el escudo de la Inquisición Española

Cuenta con un coro alto a los pies de la nave principal, así como tribunas sobre las capillas laterales que conservan la carpintería primitiva. Sobre ellas están pintadas unas ventanas entreabiertas a manera de trampantojo.
La fachada está construida íntegramente con ladrillo, presenta un cuerpo central donde se ubican la puerta con arco de medio punto, una hornacina y un gran ventanal, y culmina en un frontón triangular con un óculo. Lo flanquean dos calles laterales más estrechas que se unen a la central mediante un muro cóncavo. La traza y la decoración son barrocas, con predominio de cuadrados y óvalos en relieve como motivos ornamentales. El enorme portalón de metal, construido con posterioridad, que está anejo a la fachada, distorsiona la visión del conjunto barroco. 
La torre se levantó en 1868, con motivo de la incorporación de la desaparecida parroquia de san Martín.
El convento dominico fue abandonado con motivo de la desamortización del siglo XIX y sus dependencias se arruinaron, a excepción de la iglesia que, posteriormente, fue convertida en parroquia a la que se agregó la de san Martín, cuando esta fue derribada en la segunda mitad del siglo XIX.

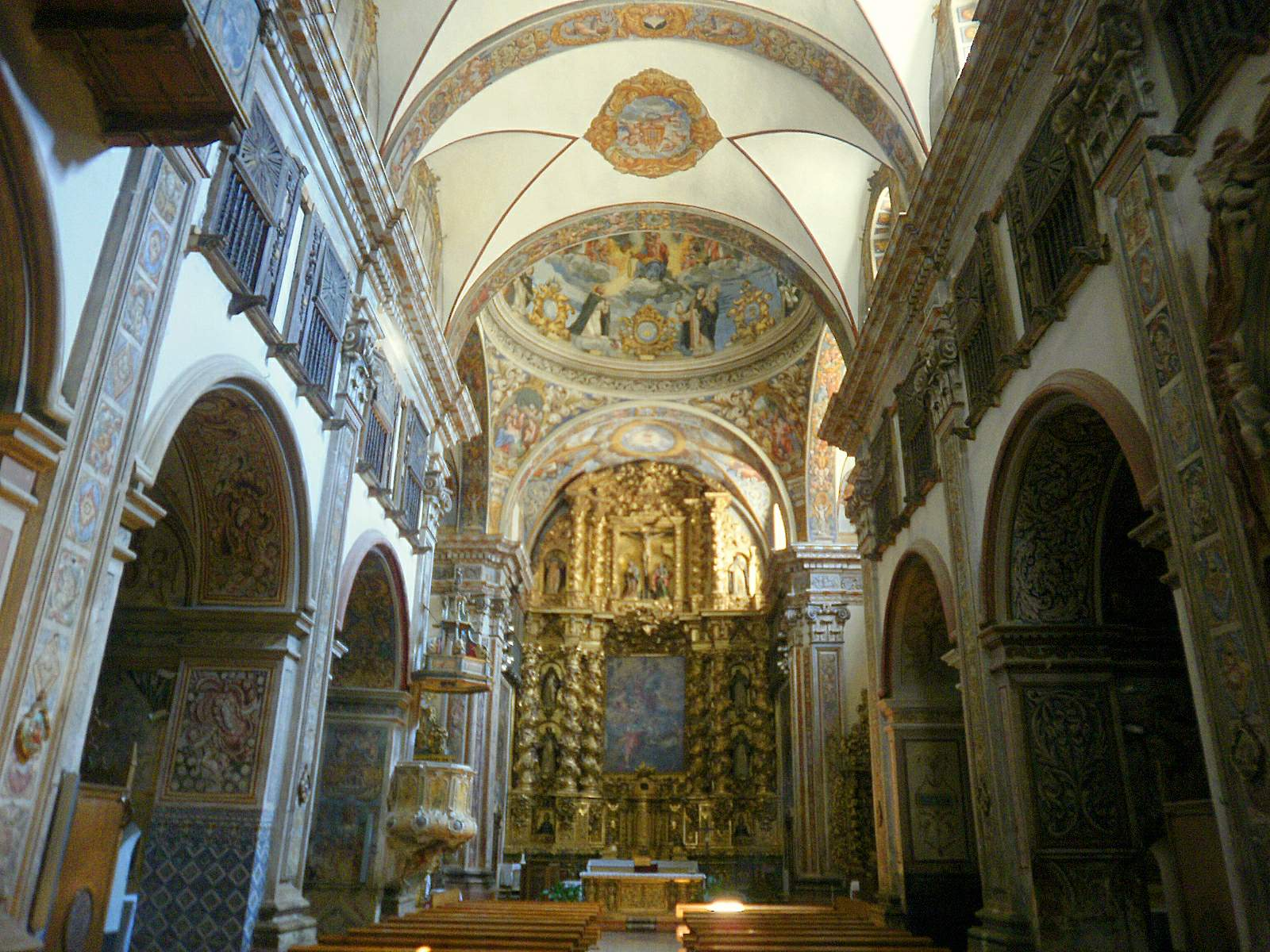
Nave central con las tribunas en el primer piso, crucero y retablo mayor

El templo fue rehabilitado en 1997 y en la actualidad ofrece una visión fiel del arte de la Contrarreforma.

## Interior de la iglesia
Consta de nave central de cuatro tramos bóvedas de lunetos que remata en el crucero, no diferenciado en anchura, que se cubre con una cúpula con excelente pintura barroca que acaba en una linterna. El ábside es recto y cubierto también con un tramo de bóveda de lunetos.
En los muros, entre los contrafuertes se encuentran pequeñas capillas, cuatro a cada lado.

### Retablo mayor
De comienzos del siglo XVIII, de estilo churrigueresco, es obra del dominico fray Pedro de Nolivos (1666-1713), perteneciente al convento de Huesca. De madera dorada y policromada, consta de dos cuerpos con potentes columnas salomónicas. En el cuerpo principal se muestra un lienzo con la representación de la Asunción de María, que toma como referencia un grabado del holandés Paulus Pontius. Su autor es Vicente Berdusán y está fechado en 1672; así pues, es anterior a la construcción del retablo. En los intercolumnios y en tondos se muestran esculturas de santos dominicos.
Pedro Nolivos había nacido en Arudy, localidad del Bearne, fue fraile lego en el convento de santo Domingo, y en su iglesia hizo los retablos mayor, de santo Tomás de Aquino y de santa Rosa de Lima, así como la sillería del coro -que dejó sin acabar- y el Cristo del Perdón que lo presidía, que actualmente se encuentra en la segunda capilla lateral de la izquierda de la nave central.

### Retablos desanto Domingoy de santoTomás
Pertenecen al barroco churrigueresco del siglo XVIII. Están construidos con madera policromada, las tallas son de calidad, y, en ambos retablos, aplastados por los santos, figuran herejes de aspecto diabólico; destaca el que desesperado muerde un libro que se entiende que es de doctrina católica.

### Capillas laterales
Descendiendo desde el presbiterio por la nave del Evangelio (la de la izquierda del espectador cuando mira al altar) se encuentran las siguientes capillas con sus correspondientes retablos:
- Retablo de san Martín de Tours. Procede de la parroquia de san Martín desaparecida en el siglo XIX y trasladada a este templo. Es de madera dorada y policromada, su autor es Cristóbal Pérez, y corresponde a la segunda mitad del siglo XVII. El gran lienzo con el tema del santo partiendo su capa con un pobre es de finales del XVII y fue pintado por Basilio Gagier Ronifibbi.
- Capilla de la Piedad. Fue lugar de enterramiento de la influyente familia oscense de los Lastanosa hasta que en la segunda mitad del XVII construyeron su mausoleo en la catedral. Por este motivo figura el escudo de este linaje, el Ave Fénix. Los muros están decorados con pinturas barrocas. La pintura central del retablo representa la Piedad y es copia de la que José de Ribera había pintado en Nápoles en torno a 1737.
- Capilla de santa Rosa de Lima. Retablo barroco del siglo XVI. Sobre el altar, en una vitrina, escultura de una santa penitente.
- Capilla del Cristo del Perdón. Excelente escultura de madera policromada de Pedro Noli vos, fechada en 1695.
- Capilla de san José. Retablo del siglo XVII. Las imágenes son modernas.

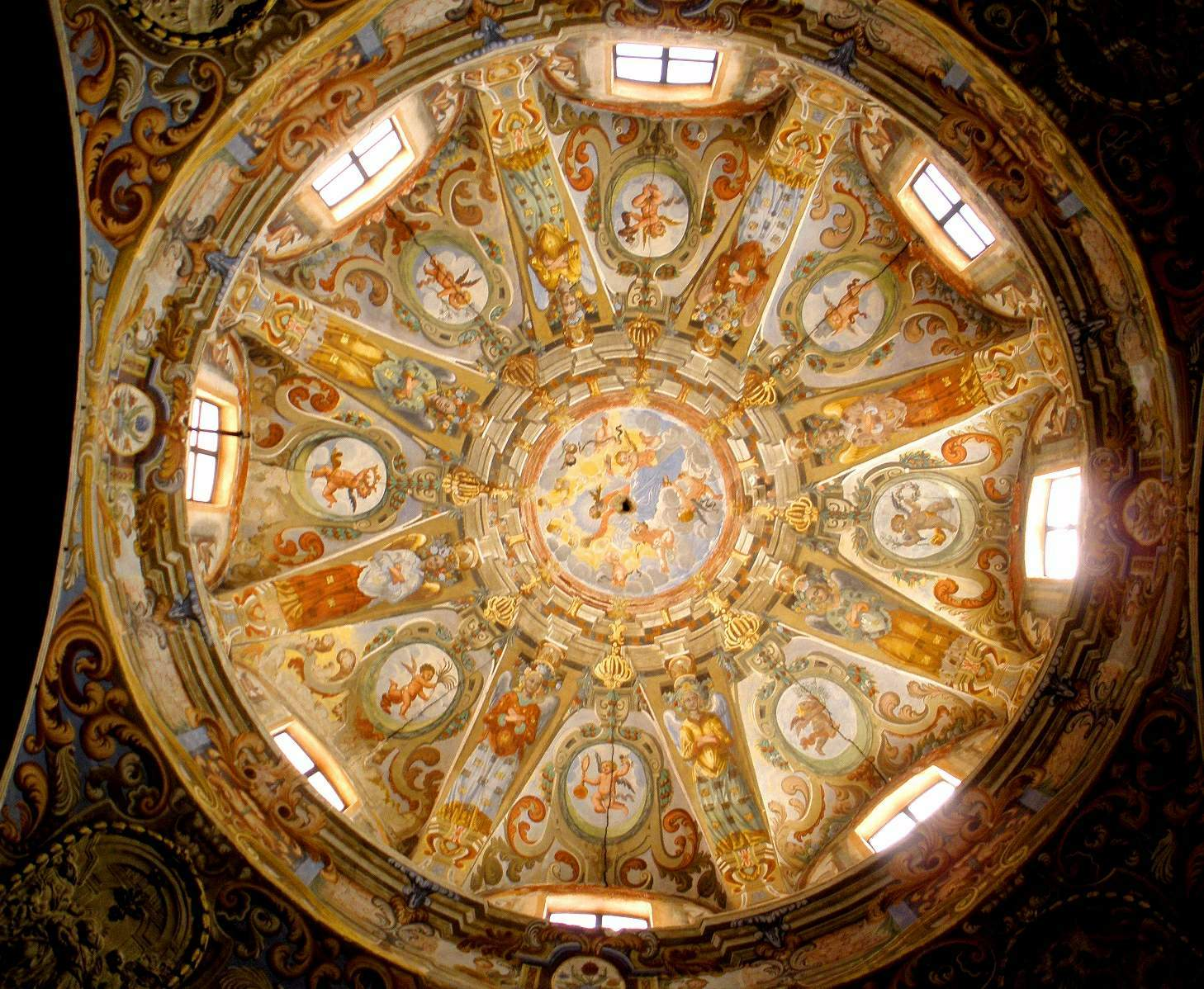
Cúpula de la capilla de la Virgen del Rosario

Al descender del presbiterio, por la nave de la Epístola (la de la derecha del espectador), se encuentran las siguientes capillas con sus correspondientes retablos:
- Retablo de Pentecostés. Retablo y pintura del siglo XVII. La capilla muestra además un Cristo yacente de José Capuz Mamano fechado en 1926.
- Capilla de las Ánimas del Purgatorio. Lienzo con la Virgen y santa Rosa de Lima, a cuyos pies se pintaron posteriormente las almas del Purgatorio.
- Capilla de san Cosme y san Damián. Retablo de comienzos del siglo XVIII, en el centro aparecen los santos titulares, y a sus lados el papa san Fabián y san Sebastián.
- Capilla de Nuestra Señora del Rosario. Se construyó en la primera mitad del siglo XVIII como edificio anexo al templo. Es de grandes proporciones, de planta de cruz griega con una cúpula central. El conjunto, azulejos, relieves de yeso, retablo de madera dorada y policromada y la cúpula pertenecen al barroco tardío que evoluciona hacia el rococó.

Llaman la atención los relieves de yeso, de grandes dimensiones, que cubren los muros laterales: en primer lugar, Santiago Matamoros (izquierda), san Jorge y el Dragón, patrón de Aragón (derecha).
Ya dentro de la capilla, a ambos lados se encuentran dos grandes relieves de estuco con la aparición de la Virgen a santo Domingo de Guzmán, en los dos aparece el "Domini canis" a los pies del santo con el orbe, que también se representa en diversos lugares del templo y en particular en el púlpito. En el fondo del relieve de la derecha se reproduce el triunfo de la cristiandad sobre el turco en la batalla de Lepanto.

### Coro y órgano
La sillería consta de 23 plazas, profusamente decoradas con motivos fantásticos y vegetales, como es frecuente en este tipo de mobiliario, en tanto que los respaldos reproducen el martirio de dominicos. 
En el centro del coro se encuentra un facistol, y en un lateral el órgano, que luce una vistosa decoración barroca, cuyo balconcillo muestra pinturas de santa Teresa de Jesús, san José, y dos santos sin identificar, uno es un papa y el otro un fraile.

## Galería de imágenes

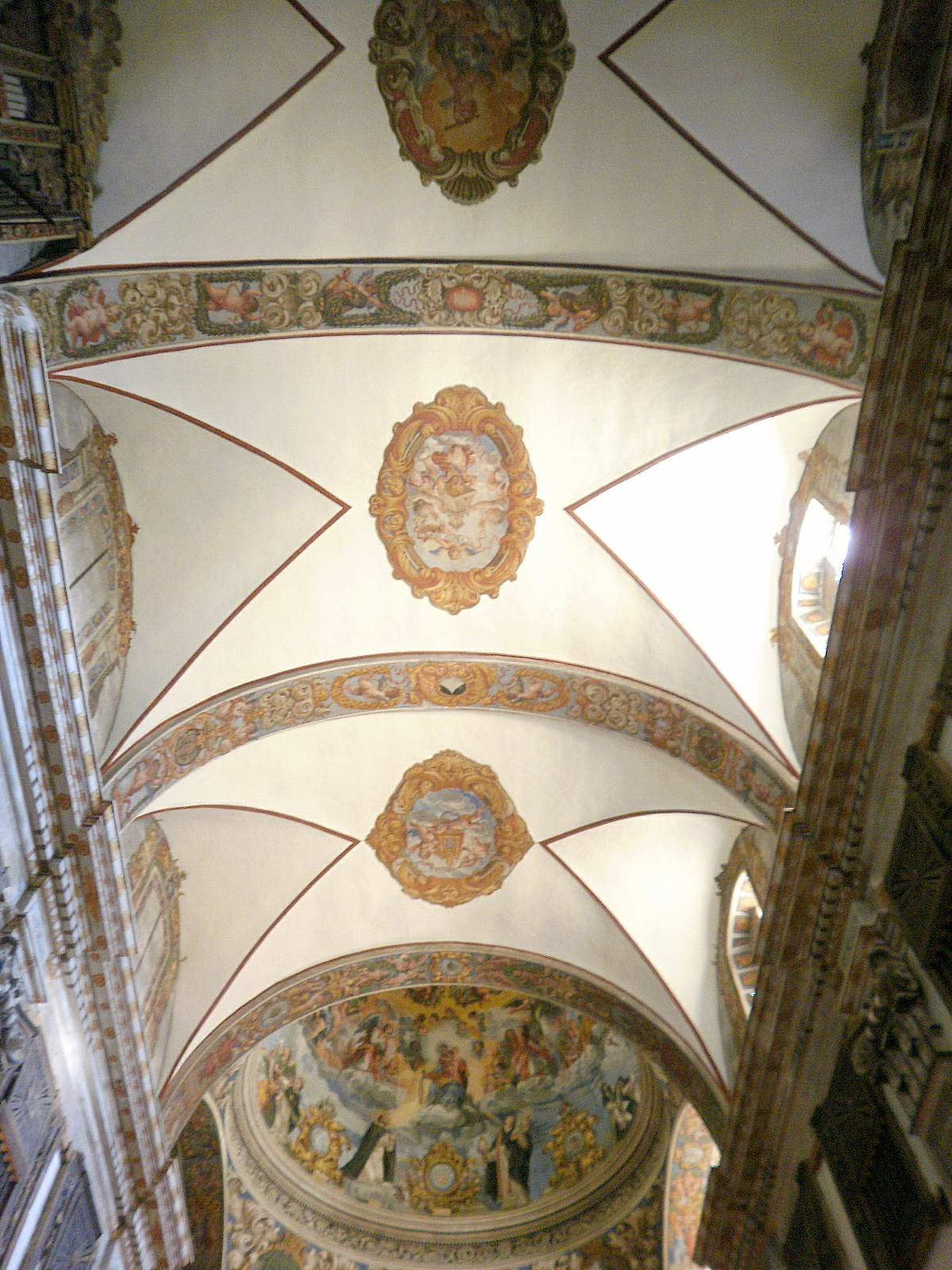
Bóveda de lunetos de la nave central
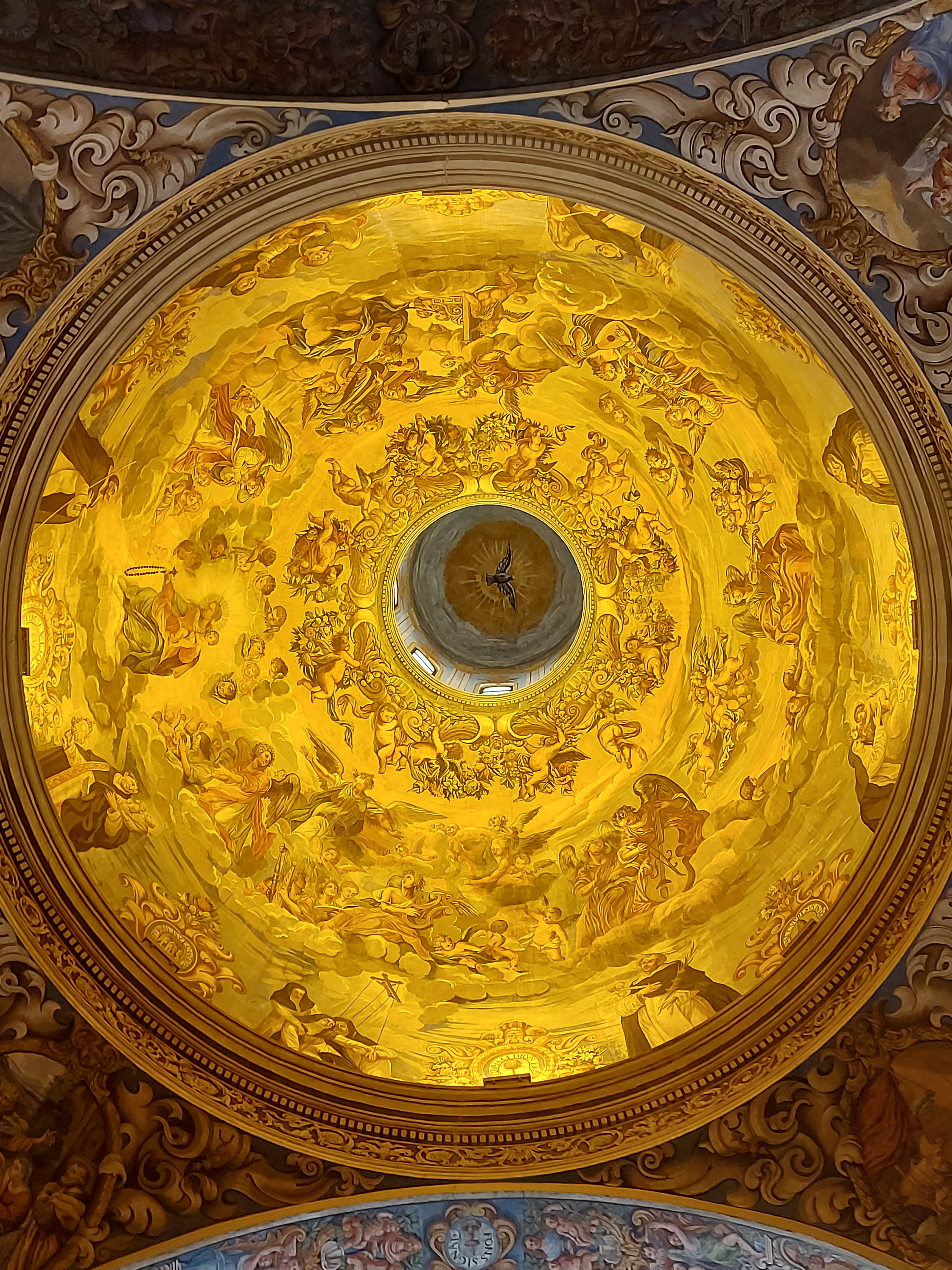
Cúpula de la nave central
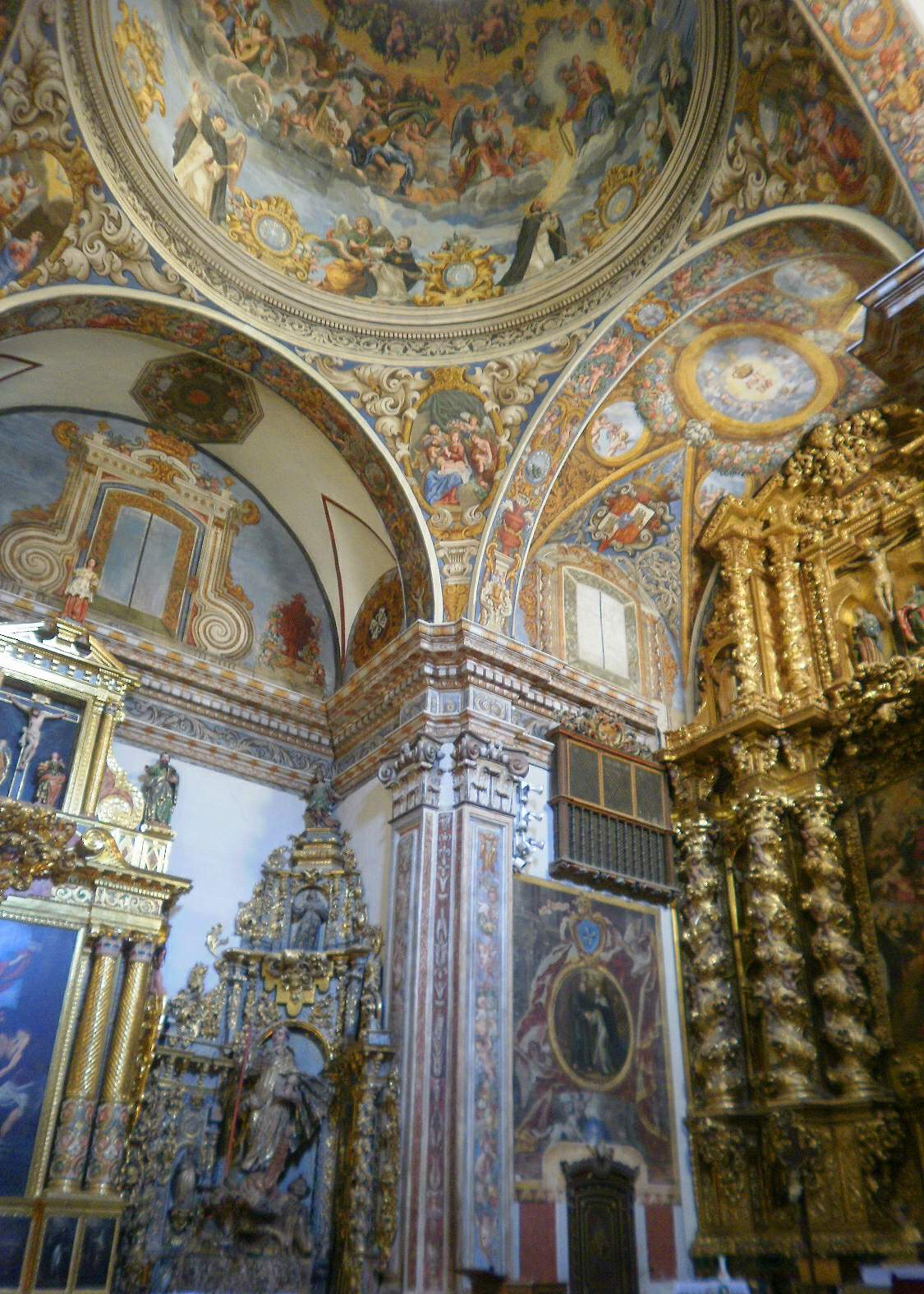
Crucero, de izquierda a derecha se aprecian los retablos de san Martín, santo Domingo y el mayor, dedicado a la Ascensión
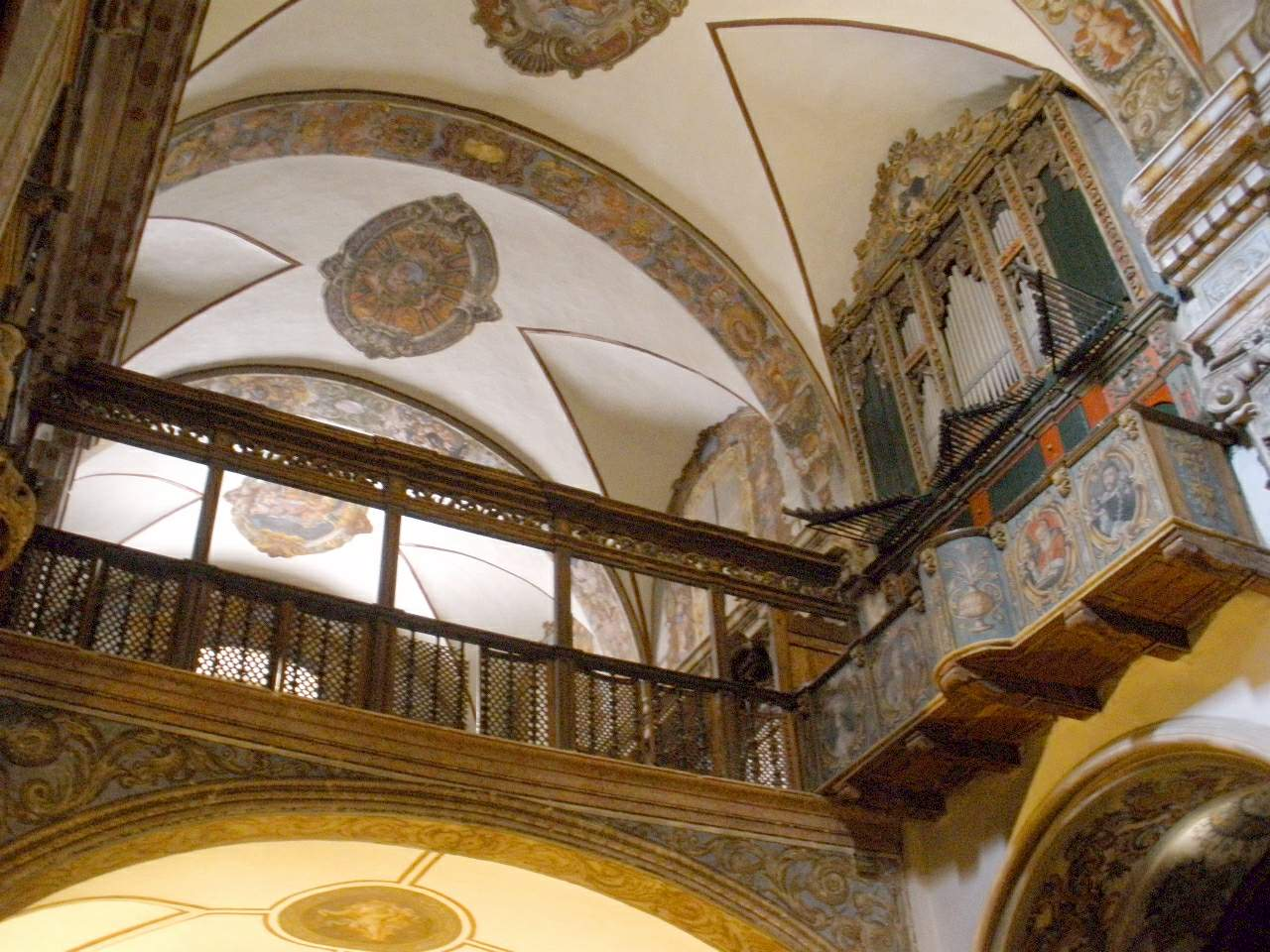
Coro y órgano
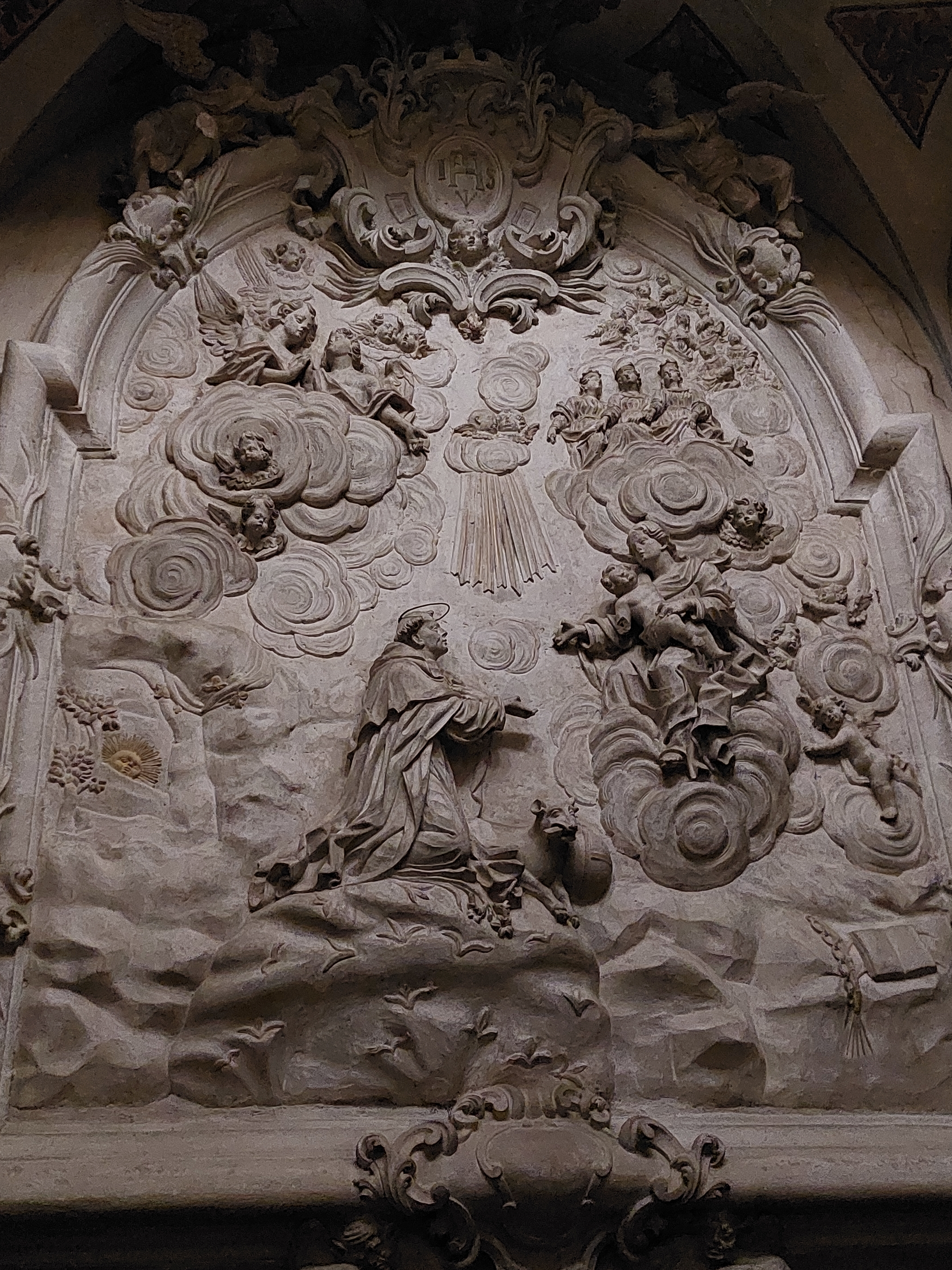
Capilla del Rosario. Aparición de la Virgen a santo Domingo
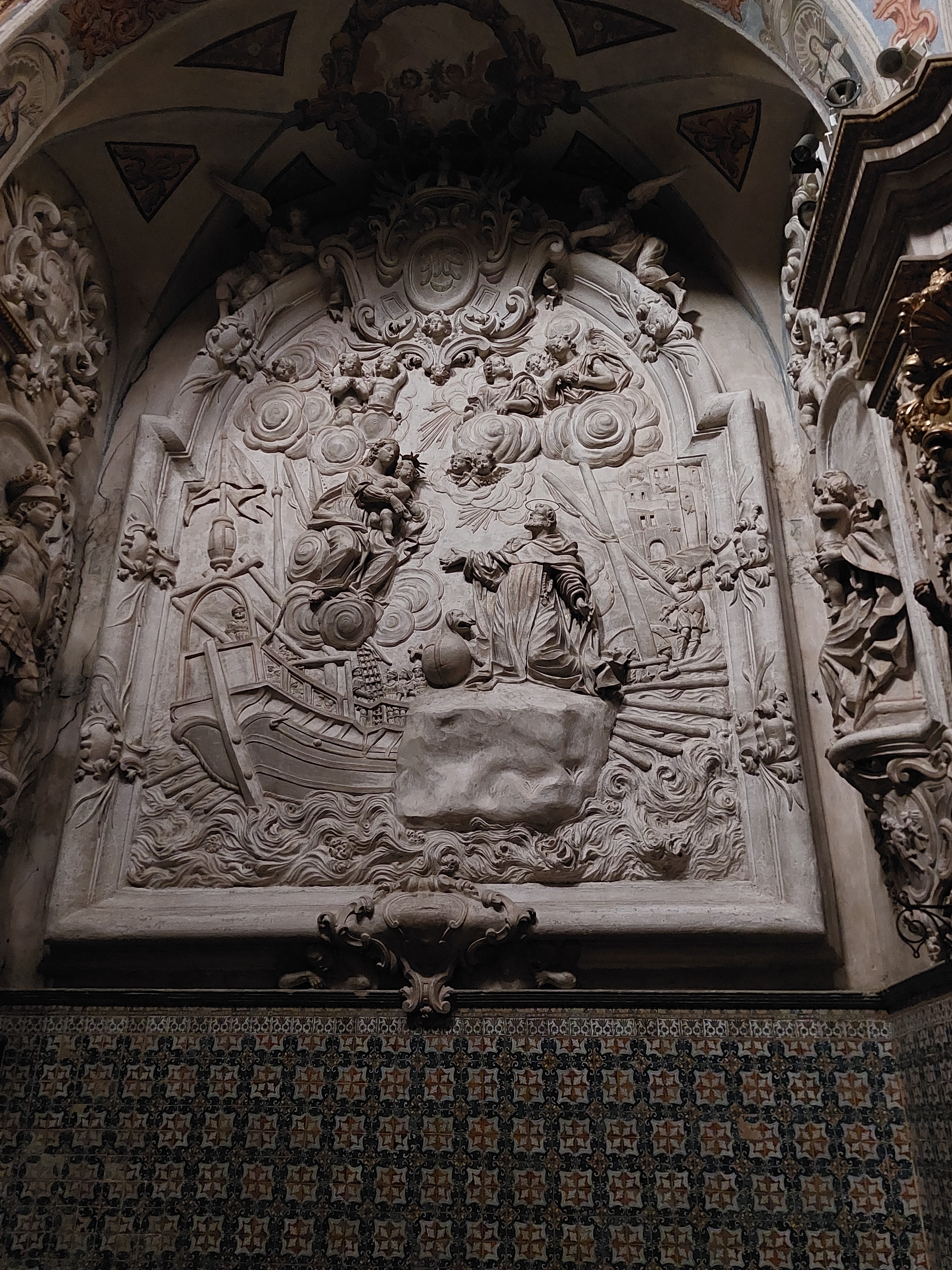
Capilla del Rosario. Aparición de la Virgen a santo Domingo con la batalla de Lepanto como fondo